# Condéon
 Condéon  es una población y comuna francesa, en la región de Poitou-Charentes, departamento de Charente, en el distrito de Cognac y cantón de Baignes-Sainte-Radegonde.

## Demografía
| 621 | 603 | 533 | 518 | 553 | 540 |
| Para los censos de 1962 a 1999 la población legal corresponde a la población sin duplicidades (Fuente: INSEE [Consultar]) |     |     |     |     |     |